# Шашалевич, Василий Антонович
Василий Антонович Шашалевич (бел. Васіль Антонавіч Шашалевіч, 9 января 1897, Мхиничи, Могилёвская губерния — 23 октября 1941, ГУЛАГ) — белорусский поэт, прозаик, драматург. Младший брат драматурга Андрея Шашалевича (Андрея Мрыя, 1893—1943).

## Биография
Родился в семье волостного писаря. В семье было пять детей: два брата и три сестры: Антонина, Андрей, Анастасия, Василь и Аксинья.
Рано потерял отца, и мать с детьми переехала в город Могилёв, рассчитывая дать детям образование.
С началом Первой мировой войны Василь Шашалевич был в Ярославле, где учился в Демидовском юридическом лицее. В 1916 году в лицее доучивается Максим Богданович, с которым Василь стал дружен.
Не окончив лицея, начинает учительствовать в школе в Краснополье, затем — в Минске.
В 1930 году первый раз был арестован. Второй арест — в октябре 1936 года. По обвинению в членстве в националистической организации получил десять лет лагерей. Из Могилевской тюрьмы Шашалевич попал на Колыму. Трагически погиб на лесоповале.
В 1955 году реабилитирован